# خانه دکتر پناهنده
خانه دکتر پناهنده مربوط به اواخر دوره قاجار است و در اصفهان، خیابان چهار باغ، بازارچه حاج محمد علی واقع شده و این اثر در تاریخ ۱۸ آذر ۱۳۵۴ با شمارهٔ ثبت ۱۱۴۸ به‌عنوان یکی از آثار ملی ایران به ثبت رسیده‌است.